# 청송 김씨
청송 김씨(靑松金氏)는 경상북도 청송군을 본관으로 하는 한국의 성씨이다.
시조 김정기(金正己)는 신라 경순왕의 후손으로, 조선에서 한성판윤(漢城判尹)을 지내다 청송에서 생을 마감했다.

## 참고 자료
- “청송김씨(靑松金氏)”. 뿌리를 찾아서.[깨진 링크(과거 내용 찾기)]